# Гарчен Рінпоче
Гарчен Рінпоче (Кьябдже Ґарчен Рінпоче, англ. Garchen Rinpoche, народ. у 1936) — один з найважливіших наставників традиції Дрікунґ Каґ'ю тибетського буддизму.

## Біографія
Його лінію інкарнацій можна простежити починаючи з Гардампи Чоденгпи, учня Джіктен Сумгона. Нинішній Гарчен Рінпоче народився в 1936 році в Нангчен, Кам (західний Тибет). Цар Нангчена взяв персональну відповідальність за пошуки інкарнації Сьомого Гар Тінлей Йонгк'яба. Рінпоче був розпізнаний та інтронізований Дрікунг К'ябгон Шивей Лодро. 
Під керівництвом Чіме Дордже Гарчен Рінпоче отримав багато навчань. У віці тринадцяти років він отримав вчення лінії дрікунг-каг'ю від Лхо Тубтена Ньїнгпо Рінпоче з монастиря Лхо Лункар. Він також отримав усну передачу, пояснення і посвяту Махамудри і Шести йог Наропи. Закінчивши практику ньондро, пішов у трирічний ретріт. По закінченні затвора під час культурної революції сидів 20 років у в'язниці, де зустрів Кхенпо Мюнсела, великого учня знаменитого нь'їнгмапінського лами Кхенпо Нгагчунга. Від Кхенпо Мюнсела він отримав вчення Дзогчен і практикував їх у таємниці. Кхенпо Мюнсел був вражений великими досягненнями Рінпоче і сказав про нього: «він еманація бодгісаттви».

В останні роки Гарчен Рінпоче взяв на себе відповідальність за відновлення всіх монастирів Дрікунґ Каґ'ю в східному Тибеті, в той же час даючи глибокі вчення лінії. Крім того, Гарчен Рінпоче дав посвяту і передачу (лунг) Ямантаки Його Святості Дрікунг К'ябгону Чецангу Рінпоче, який написав для нього молитву довгого життя. У цій молитві Дрікунг Рінпоче визнає Гарчена Рінпоче як великого йога нашого часу в лінії Дрікунг-Каг'ю.